# Страхова послуга

## Визначення
Страхові послуги — це кінцевий результат діяльності страхової компанії, щодо задоволення потреб клієнтів, пов'язаних із захистом їх майнових та особистих інтересів [4].
Страхова послуга — товар, що його страхова компанія пропонує страхувальникові за певну плату (страхова премія)[2].
Страхова послуга — це фінансова послуга у вигляді продажу юридично оформлених зобов'язань з надання страхового захисту, яку пропонують на ринку страховики потенційним страхувальникам[3].
Страхова послуга  —  це визначений набір інформації, що містить умови надання гарантії стабільності майнового статусу протягом певного періоду, де ризик випадкового погіршення матеріального стану страхувальника при настанні страхового випадку компенсується страховою виплатою [5, 55].

## Класифікація страхових послуг
Класифікація страхових послуг:
1. Спеціалізація страхової компанії:
- страхові послуги у страхуванні життя;
- страхові послуги в загальному страхуванні;

2. Предмет договору страхування:
- страхові послуги в особистому страхуванні;
- страхові послуги в майновому страхуванні;
- страхові послуги в страхуванні відповідальності;

3. Умови надання страхових послуг:
- добровільні страхові послуги;
- обов'язкові страхові послуги[1].

У науковій літературі замість поняття «страхова послуга» ототожнюють з поняттям «страховий продукт», саме це є більш загальним терміном.

## Характерні ознаки страхових продуктів
Характерними ознаками страхових продуктів є:
- невідчутність та невіддільність: страховий продукт не набуває безпосереднього матеріального втілення у традиційному розумінні, його не можна побачити, відчути (лише через певний період часу при настанні страхового випадку), спробувати чи транспортувати, а виробництво, продаж і споживання відбувається одночасно та всі зазначені стадії взаємопов'язані між собою;
- незбереженість: страховий продукт не можна виробляти наперед і зберігати на складах із метою подальшого продажу;
- ризиковість: ризик стосується як страховика, так і страхувальника, наприклад, ризик страхувальника полягає у тому, що якщо під час дії договору страхування не настане страховий випадок, то він втрачає страхову премію, яку сплатив;
- часова обмеженість: страховий захист діє протягом певного періоду часу, який вказується у договорі страхування;
- страховий продукт не можна запатентувати;
- страховий продукт майже не можливо заощадити, накопичити, за винятком страхування життя і пенсій;
- страховий продукт не можна передати як власність, не має можливості передати право ним скористатися іншому суб'єктові, окрім випадків, передбачених договором страхування [4].

## Страхові послуги для підприємств
- Захист майна:

1. Добровільне страхування майна юридичних осіб
2. Страхування від перерви у виробництві (бізнесі)
3. Страхування будівельно-монтажних ризиків
4. Страхування майна, що є предметом застави/іпотеки
5. Комплексне страхування майна, промислових машин та технологічного обладнання від поломок

- Захист відповідальності:

1. Обов'язкова автоцивілка (ОСЦПВ)
2. Добровільна автоцивілка
3. Зелена карта
4. Страхування цивільної відповідальності
5. Страхування професійної відповідальності

- Захист транспорту:

1. Автомобільний транспорт
2. Морський транспорт
3. Повітряний транспорт
4. Залізничний транспорт

- Захист співробітників:

1. Добровільне медичне страхування
2. Страхування від нещасного випадку
3. Страхування в разі захворювання
4. Страхування від нещасного випадку на транспорті

## Список використаних джерел
1. Говорушко Т. А. Страхові послуги: підручник. — К.: Центр учбової літератури, 2011. — 376 с.
2. Загородній А. Г., Вознюк Г. Л. Страхування : термінологічний словник. — 2-ге вид. та доп. — Л.: Видавництво «Бескид Біт», 2002. — 104 с.
3. Страхові послуги : навч. посіб. / Т. В. Яворська ; Львів. нац. ун-т ім. Івана Франка, Екон. ф-т. — К. : Знання, 2008. — 350 с. — ISBN 978-966-346-317-9
4. Страхові послуги: підручник / За ред. проф. С. С. Осадця і доц. Т. М. Артюх. - К.: КНЕУ, 2007. — 464 с.
5. Клапків Ю.М. Ринок страхових послуг: концептуальні засади, технічні інновації та перспективи розвитку : монографія. Тернопіль : ТНЕУ, 2020. 568 с.